# Giro del Casentino
Il Giro del Casentino è una corsa in linea maschile di ciclismo su strada, riservata alla categorie Under-23/Elite, che si svolge in Toscana, nei pressi dei comuni costituenti la vallata del Casentino, in provincia di Arezzo. La partenza e l'arrivo sono a Corsalone, frazione di Chiusi della Verna nei pressi di Bibbiena.
Corso per la prima volta nel 1910, è stato storicamente riservato ai ciclisti dilettanti. Dal 2005 al 2011 è stato inserito nel calendario dell'UCI Europe Tour come prova di classe 1.2, aperta a Elite/Under-23, mentre dal 2012 è inserito nel calendario nazionale (classe 1.12) sempre come prova per Elite/Under-23.

## Albo d'oro
Aggiornato all'edizione 2024.
| Anno      | Vincitore                             | Secondo                               | Terzo                                 |
| --------- | ------------------------------------- | ------------------------------------- | ------------------------------------- |
| 1910      | Ugo Marzocchini                       |                                       |                                       |
| 1911      | Pietro Avanzini                       |                                       |                                       |
| 1912      | Umberto Bellucci                      |                                       |                                       |
| 1913      | Pierino Savini                        |                                       |                                       |
| 1914      | Alfonso Aprili                        |                                       |                                       |
| 1915-1919 | non organizzata                       | non organizzata                       | non organizzata                       |
| 1920      | Attilio Livi                          |                                       |                                       |
| 1921      | Romolo Ermini                         |                                       |                                       |
| 1922      | Riccardo Gagliardi                    |                                       |                                       |
| 1923      | Angelo Gabrielli                      |                                       |                                       |
| 1924      | Marcello Neri                         |                                       |                                       |
| 1925      | Marcello Neri                         |                                       |                                       |
| 1926      | Ettore Meini                          |                                       |                                       |
| 1927      | Luigi Papeschi                        |                                       |                                       |
| 1928      | Mario Cipriani                        | Antonio Calugi                        | Adolfo Bordoni                        |
| 1929      | Novelli Fraschi                       |                                       |                                       |
| 1930      | Agostino Bellandi                     |                                       |                                       |
| 1931      | Vasco Rossi                           |                                       |                                       |
| 1932      | Ascanio Arcangeli                     |                                       |                                       |
| 1933      | Cesare Del Cancia                     |                                       |                                       |
| 1934      | Gino Bartali                          |                                       |                                       |
| 1935      | Gino Centogambe                       | Remo Cerasa                           | Olimpio Bizzi                         |
| 1936      | Pietro Chiappini                      | Quirico Bernacchi                     | Cino Cinelli                          |
| 1937      | Secondo Magni                         | Quirino Toccaceli                     | Corrado Scatragli                     |
| 1938      | Corrado Scatragli                     | Sergio Maggini                        | Ermanno Sgrilli                       |
| 1939      | Fausto Coppi                          | Francesco Doccini                     | Primo Volpi                           |
| 1940      | Luciano Pezzi                         | Ascanio Arcangeli                     | Dino Rossi                            |
| 1941      | Nedo Logli                            | Alfredo Martini                       | Ivo Bartoli                           |
| 1942      | Angelo Bessi                          |                                       |                                       |
| 1943      | Enzo Desideri                         | Riccardo Sarti                        | Marino Sacchi                         |
| 1944-1945 | non organizzata                       | non organizzata                       | non organizzata                       |
| 1946      | Luciano Maggini                       |                                       |                                       |
| 1947      | Freido Pasquetti                      |                                       |                                       |
| 1948      | Luciano Frosini                       |                                       |                                       |
| 1949      | Lido Sartini                          |                                       |                                       |
| 1950      | Marcello Pellegrini                   |                                       |                                       |
| 1951      | Girardengo Bernardini                 |                                       |                                       |
| 1952      | Bruno Tognaccini                      |                                       |                                       |
| 1953      | Gastone Nencini                       |                                       |                                       |
| 1954      | Amaldo Alberti                        |                                       |                                       |
| 1955      | Oreste Pierazzini                     | Osvaldo Lelli                         | Arnaldo Alberti                       |
| 1956      | Alberto Emiliozzi                     |                                       |                                       |
| 1957      | Alvaro Giommoni                       |                                       |                                       |
| 1958      | Bruno Babini                          |                                       |                                       |
| 1959      | Bruno Mealli                          |                                       |                                       |
| 1960      | Guido Neri                            |                                       |                                       |
| 1961      | Gianfranco Gallon                     |                                       |                                       |
| 1962      | Pietro Partesotti                     | Lorenzo Lorenzi                       | Moreno Mealli                         |
| 1963      | Moreno Campigli                       |                                       |                                       |
| 1964      | Mario Lazzieri                        |                                       |                                       |
| 1965      | Maurizio Meschini                     |                                       |                                       |
| 1966      | Mario Mancini                         |                                       |                                       |
| 1967      | Gabriele Pisauri                      |                                       |                                       |
| 1968      | Amaldo Spadoni                        |                                       |                                       |
| 1969      | Stefano Tamberi                       |                                       |                                       |
| 1970      | Luigi Scorza                          |                                       |                                       |
| 1971      | Remo Boccolacci                       |                                       |                                       |
| 1972      | Valerio Cirri                         |                                       |                                       |
| 1973      | Roberto Rosani                        |                                       |                                       |
| 1974      | Franco Conti                          |                                       |                                       |
| 1975      | Phil Edwards                          |                                       |                                       |
| 1976      | Riccardo Becherini                    |                                       |                                       |
| 1977      | Walter Clivati                        |                                       |                                       |
| 1978      | Graziano Maccaferri                   |                                       |                                       |
| 1979      | Emilio Maestrelli                     |                                       |                                       |
| 1980      | Ivano Maffei                          |                                       |                                       |
| 1981      | Loretto Sabatini                      |                                       |                                       |
| 1982      | Marco Giovannetti                     |                                       |                                       |
| 1983      | Stefano Casagrande                    |                                       |                                       |
| 1984      | Marco Giovannetti                     |                                       |                                       |
| 1985      | Edoardo Rocchi                        |                                       |                                       |
| 1986      | Stefano Casagrande                    | Antonio Fanelli                       | Andrzej Serediuk                      |
| 1987      | non organizzata                       | non organizzata                       | non organizzata                       |
| 1988      | Antonio Politano                      | Stefano Polga                         | Romeo Barlaffa                        |
| 1989      | Stefano Santerini                     | Luca Scinto                           | Davide Tani                           |
| 1990      | Andrea Ferrigato                      | Gianluca Tarocco                      | Simone Biasci                         |
| 1991      | Paolo Fornaciari                      | Roberto Petito                        | Stefano Santerini                     |
| 1992      | Giuseppe Bellino                      | Francesco Casagrande                  | Filippo Simeoni                       |
| 1993      | Stefano Checchin                      | Samuele Schiavana                     | Gian Matteo Fagnini                   |
| 1994      | Claudio Ainardi                       | Lorenzo Di Silvestro                  | Mauro Sandroni                        |
| 1995      | Massimiliano Gentili                  | Roberto Bianchini                     | Marco Vergnani                        |
| 1996      | Marzio Bruseghin                      | Giuseppe Asero                        | Luca Mazzanti                         |
| 1997      | Aldo Zanetti                          | Cadel Evans                           | Giuliano Figueras                     |
| 1998      | Fabio Quercioli                       | Cadel Evans                           | Rinaldo Nocentini                     |
| 1999      | Michele Colleoni                      | Lorenzo Bernucci                      | Raffaele Illiano                      |
| 2000      | Davide Lorenzini                      | Yaroslav Popovych                     | Matteo Gigli                          |
| 2001      | Lorenzo Bernucci                      | Santo Anzà                            | Yaroslav Popovych                     |
| 2002      | Massimo Iannetti                      | Giairo Ermeti                         | Manuele Mori                          |
| 2003      | Aristide Ratti                        | Alessandro Proni                      | Simone Guidi                          |
| 2004      | Ruslan Pidgornyy                      | Alexander Efimkin                     | Marco Stefani                         |
| 2005      | Vasil' Kiryenka                       | Davide Bonucelli                      | Alessio Ricciardi                     |
| 2006      | Sacha Modolo                          | Marco Bandiera                        | Luca Fioretti                         |
| 2007      | Francesco Ginanni                     | Pierpaolo De Negri                    | Adam Pierzga                          |
| 2008      | Simone Ponzi & Pierpaolo De Negri     | Simone Ponzi & Pierpaolo De Negri     | Wojciech Dybel                        |
| 2009      | Roberto Cesaro                        | Leonardo Pinizzotto                   | Giuseppe Di Salvo                     |
| 2010      | Andrea Pasqualon                      | Francesco Manuel Bongiorno            | Fabio Taddei                          |
| 2011      | Alexander Serebryakov                 | Alfonso Fiorenza                      | Mirko Tedeschi                        |
| 2012      | Gennaro Maddaluno                     | Ilya Gorodnichev                      | Alessandro Mazzi                      |
| 2013      | Gianfranco Zilioli                    | Alessio Taliani                       | Valerio Conti                         |
| 2014      | Paolo Totò                            | Marco Chianese                        | Marco D'Urbano                        |
| 2015      | Danilo Celano                         | Giuseppe Brovelli                     | Paolo Bianchini                       |
| 2016      | Aleksandr Riabushenko                 | Andrea Vendrame                       | Gian Marco Di Francesco               |
| 2017      | Eros Colombo                          | Einer Rubio                           | Andrea Di Renzo                       |
| 2018      | Michele Corradini                     | Einer Rubio                           | Rossano Mauti                         |
| 2019      | Manuel Pesci                          | Lorenzo Quartucci                     | Michele Corradini                     |
| 2020      | annullato per la pandemia di COVID-19 | annullato per la pandemia di COVID-19 | annullato per la pandemia di COVID-19 |
| 2021      | Matteo Zurlo                          | Filippo Magli                         | Federico Iacomoni                     |
| 2022      | Sergio Meris                          | Jacopo Menegotto                      | Alessandro Iacchi                     |
| 2023      | Edoardo Zamperini                     | Kyrylo Carenko                        | Federico Iacomoni                     |
| 2024      | Mirko Bozzola                         | Bryan Olivo                           | Christian Bagatin                     |

## Statistiche

### Vittorie per nazione
Aggiornato all'edizione 2024.
| Pos. | Nazione       | Vittorie |
| ---- | ------------- | -------- |
| 1    | Italia        | 102      |
| 2    | Bielorussia   | 2        |
| 3    | Gran Bretagna | 1        |
| 3    | Russia        | 1        |
| 3    | Ucraina       | 1        |